# Diocesi di Acarigua-Araure
La diocesi di Acarigua-Araure (in latino Dioecesis Acariguaruensis) è una sede della Chiesa cattolica in Venezuela suffraganea dell'arcidiocesi di Barquisimeto. Nel 2022 contava 651.730 battezzati su 700.160 abitanti. È retta dal vescovo Gerardo Ernesto Salas Arjona.

## Territorio
La diocesi comprende parte dello stato venezuelano di Portuguesa. Al momento dell'erezione la diocesi era costituita dai seguenti comuni: Agua Blanca, Araure, Esteller, Páez, San Rafael de Onoto, Santa Rosalia e Turén.
Sede vescovile è la città di Acarigua, capoluogo del comune di Páez, dove si trova la cattedrale di Nostra Signora de la Corteza ("della Corteccia").
Il territorio è suddiviso in 26 parrocchie.

## Storia
La diocesi è stata eretta il 27 dicembre 2002 con la bolla Ad satius consulendum di papa Giovanni Paolo II, ricavandone il territorio dalla diocesi di Guanare.

## Cronotassi dei vescovi
Si omettono i periodi di sede vacante non superiori ai 2 anni o non storicamente accertati.
- Joaquín José Morón Hidalgo † (27 dicembre 2002 - 30 ottobre 2013 deceduto)[1]
- Juan Carlos Bravo Salazar (10 agosto 2015 - 16 novembre 2021 nominato vescovo di Petare)
- Gerardo Ernesto Salas Arjona, dal 22 agosto 2022

## Statistiche
La diocesi nel 2022 su una popolazione di 700.160 persone contava 651.730 battezzati, corrispondenti al 93,1% del totale.
| anno | popolazione | popolazione | popolazione | presbiteri | presbiteri | presbiteri | presbiteri                | diaconi | religiosi | religiosi | parrocchie |
| anno | battezzati  | totale      | %           | numero     | secolari   | regolari   | battezzati per presbitero | diaconi | uomini    | donne     | parrocchie |
| ---- | ----------- | ----------- | ----------- | ---------- | ---------- | ---------- | ------------------------- | ------- | --------- | --------- | ---------- |
| 2002 | 450.000     | 452.000     | 99,6        | 16         | 15         | 1          | 28.125                    |         | 1         | 11        | 18         |
| 2003 | 481.900     | 483.900     | 99,6        | 15         | 13         | 2          | 32.126                    |         | 2         | 7         | 18         |
| 2004 | 470.000     | 485.000     | 96,9        | 18         | 15         | 3          | 26.111                    |         | 3         | 9         | 18         |
| 2005 | 485.000     | 550.000     | 88,2        | 17         | 14         | 3          | 28.529                    |         | 3         | 13        | 18         |
| 2006 | 494.000     | 559.000     | 88,4        | 15         | 13         | 2          | 32.933                    |         | 2         | 10        | 18         |
| 2011 | 564.000     | 604.000     | 93,4        | 25         | 24         | 1          | 22.560                    |         | 1         | 28        | 22         |
| 2012 | 573.000     | 613.000     | 93,5        | 28         | 27         | 1          | 20.464                    |         | 1         | 28        | 23         |
| 2015 | 596.000     | 640.000     | 93,1        | 31         | 31         |            | 19.225                    |         |           | 29        | 24         |
| 2018 | 620.170     | 665.960     | 93,1        | 29         | 29         |            | 21.385                    |         |           | 9         | 26         |
| 2020 | 635.800     | 682.740     | 93,1        | 30         | 30         |            | 21.193                    |         |           | 6         | 26         |
| 2022 | 651.730     | 700.160     | 93,1        | 26         | 26         |            | 25.066                    |         |           | 22        | 26         |